# 大塚かなえ
大塚 かなえ（おおつか かなえ、1992年8月1日 - ）は、日本の女優。鹿児島県霧島市出身。所属事務所は株式会社アンカット。

## 略歴
- 10歳の頃から鹿児島のアクターズスクール生として地元のCM・舞台・イベント等出演。18歳で上京し、AKB48や乃木坂46の振付アシスタントやアイドルグループのバックダンサーなどダンスを中心に活動。ダンサーとして出演した舞台で役者と共演し、芝居に興味をもったことをきっかけに2014年から俳優の活動を始める。
- 2021年、「全裸監督 シーズン2」に新人AV女優・北村まいこ役で出演し、トップレスヌードを披露した。

## 人物
- 趣味は登山（富士山4年登頂）・お酒・温泉、銭湯めぐり・一人カラオケ・一人行動、特技はダンス。絶対音感がある。
- 旧芸名は大塚 佳奈江。

## 出演作品

### ドラマ
- SHARK～2nd Season～ 第11話（2014年7月13日、NTV） - スタッフ 役
- ウルトラシリーズ（テレビ東京）
  - ウルトラマンギンガS 第11話（2014年11月18日） - 女子高生 役（ノンクレジット）
  - ウルトラマンX 第1話（2015年7月14日） - 学生キャンパー 役
- LOVE理論 第10話（2015年6月15日、TX） - 居酒屋店員 役
- マジすか学園5（2015年8月 - 10月、NTV） - マジ女生徒 役（レギュラー）
- 新・牡丹と薔薇 第26話（2016年1月8日、THK） - ローズカフェ店員 役
- MARS～ただ、君を愛してる～（2016年1月 - 3月、NTV） - 2年B組生徒 役 (レギュラー）
- 真夜中の百貨店～シークレットルームへようこそ～ 第31話（2016年11月1日、BSジャパン） - 客（ストールのバイヤー娘） 役
- セシルのもくろみ 第2話（2017年7月20日、CX） - コールドプレスジュース店員 役
- ブラックリベンジ 第2話（2017年10月12日、NTV） - 小林優子 役
- トドメの接吻 第3話（2018年1月21日、NTV） - ケーキ屋店員 役
- カクホの女～神奈川県警・特命捜査～ 第6話（2018年3月2日、TX） - 商社受付 役
- 西郷どん 第9-16話（2018年3月4日 - 4月29日、NHK） - 遊女 役
- パンドラIV AI戦争 第1,2話（2018年11月11日・11月18日、WOWOW） - レギュラーオペ看護師 役
- 節約ロック 第9話（2019年3月19日、NTV） - 秘書 役
- パーフェクトワールド 第7話（2019年6月4日、CX） - 女性販売員 役
- イチケイのカラス 第2話（2021年4月12日、CX） - 看護師 役
- 白い濁流 第1話（2021年8月22日、NHKBSプレミアム） - 橋爪絵里奈 役
- ユニコーンに乗って 第1話（2022年7月5日、TBS）- 受付嬢 役[1]
- クロサギ 第4話（2022年11月11日、TBS）-  受付嬢 役
- あなたがしてくれなくても 第2話（2023年4月20日、フジテレビ） - コンビニ店員 役
- 波よ聞いてくれ 第1話（2023年4月21日、テレビ朝日） - 受付嬢 役
- 何かおかしい2 第5話（2023年5月3日、テレビ東京） - 「キッチンゆめまぼろし」店主 役
- こっち向いてよ向井くん 第4話・第5話（2023年8月2日・8月9日、日本テレビ） - ボルダリングサークルの仲間 役
- 全領域異常解決室 第5話（2024年11月6日、フジテレビ）

### その他のテレビ番組
- いいね！偉人のサムネイル（2022年10月2日、中京テレビ）-  北条政子 役
- ダウンタウンのガキの使いやあらへんで（2022年12月11日、NTV）

### 映画
- 呪怨～終わりの始まり～（2014年） - 女子高生 役
- リアル鬼ごっこ（2015年） - 女子高生 役
- コスメティックウォーズ（2017年） - 研修生 役
- BRAVESTORMブレイブストーム（2017年） - 会社員 役
- 最高の人生の見つけ方（2019年） - 美香の後輩の編集員 役
- 弟とアンドロイドと僕（2022年） - 若い頃の山下春江 役
- 沈黙のパレード（2022年） - パレードメンバー 役

### 舞台
- 劇団グーフィー＆メリーゴーランド「JUDY～thegreatunknowSquadron～」（2013年、2015年）

### 配信ドラマ
- 東京女子図鑑 第1話（2016年、Amazonプライムビデオ）-  新入大学生 役
- 銀魂～ミツバ篇～ 其の一（2017年、dTV）-  喫茶店員 役
- 全裸監督2（2021年、NETFLIX）-  北村まいこ 役 (レギュラー）
- 何かおかしい シーズン2第5話（2022年、Paravi）-  キッチンゆめまぼろし店主 役

### CM
- 日野自動車 - ダイビングインストラクター
- 日本香堂 (WebCM) - 部下女性役
- NariNAVIスカイライナー車内CM・成田空港内ポスター
- 富士通ゼネラル2020nocriaRX「お部屋のどこでも先回り」」- メイン女性
- TikTok×東京カレンダーバトルCM「趣味丸出し女子vs港区男子」」全7話 - サッコ役
- スカイマーク 家族篇、女子旅篇FA役
- 「アロンアルフアが贈る胸キュン接着ラブストーリー」- 女性社員役全4弾
- RPAテクノロジーズ「ロボの手も借りたい」篇」- 高橋役
- マクドナルド
- リクルート